# Lobelia tarsophora
Lobelia tarsophora är en klockväxtart som beskrevs av Henry Eliason Seaton och Jesse More Greenman. Lobelia tarsophora ingår i släktet lobelior, och familjen klockväxter. Inga underarter finns listade i Catalogue of Life.